# Playoffs NBA 1953
Navigation
Playoffs 1952 Playoffs 1954
Les playoffs NBA 1953 sont les playoffs de la saison NBA 1952-1953. Ils se terminent sur la victoire des Lakers de Minneapolis face aux Knicks de New York 4 matches à 1 lors des finales NBA.

## Fonctionnement
Dans chaque division, les quatre meilleures équipes sont qualifiées pour les playoffs au terme de la saison régulière. Les équipes qualifiées à l'Est sont :
1. les Knicks de New York
2. les Nationals de Syracuse
3. les Celtics de Boston
4. les Bullets de Baltimore

Les équipes qualifiée à l'Ouest sont :
1. les Lakers de Minneapolis
2. les Royals de Rochester
3. les Pistons de Fort Wayne
4. les Olympians d'Indianapolis

Le premier de la division affronte dans une série au meilleur des trois matches le quatrième, tandis que le deuxième joue contre le troisième, toujours au meilleur des trois matches. À l'intérieur de chaque division, les deux gagnants de ces séries s'affrontent au meilleur des cinq matches afin de désigner l'équipe qui disputera les finales NBA. Ces finales sont jouées au meilleur des sept matches.

## Classement en saison régulière
| Champion de division | Qualifié pour les playoffs | Éliminé des playoffs |

| Division Est             | V  | D  | PCT  | GB   |
| ------------------------ | -- | -- | ---- | ---- |
| Knicks de New York       | 47 | 23 | .671 | -    |
| Nationals de Syracuse    | 47 | 24 | .662 | 0.5  |
| Celtics de Boston        | 46 | 25 | .648 | 1.5  |
| Bullets de Baltimore     | 16 | 54 | .229 | 31   |
| Warriors de Philadelphie | 12 | 57 | .174 | 34.5 |

| Division Ouest           | V  | D  | PCT  | GB   |
| ------------------------ | -- | -- | ---- | ---- |
| Lakers de Minneapolis    | 48 | 22 | .686 | -    |
| Royals de Rochester      | 44 | 26 | .629 | 4    |
| Pistons de Fort Wayne    | 36 | 33 | .522 | 11.5 |
| Olympians d'Indianapolis | 28 | 43 | .394 | 20.5 |
| Hawks de Milwaukee       | 27 | 44 | .380 | 21.5 |

## Tableau
|  | Demi-finales de Division | Demi-finales de Division | Demi-finales de Division |                       |   | Finales de Division   | Finales de Division | Finales de Division |  |  | Finales NBA | Finales NBA        | Finales NBA |
|  |                          |                          |                          |                       |   |                       |                     |                     |  |  |             |                    |             |
|  | 1                        | Knicks de New York       | 2                        |                       |   |                       |                     |                     |  |  |             |                    |             |
|  | 4                        | Bullets de Baltimore     | 0                        |                       |   |                       |                     |                     |  |  |             |                    |             |
|  | 4                        | Bullets de Baltimore     | 0                        |                       | 1 | Knicks de New York    | 3                   |                     |  |  |             |                    |             |
|  | Division Est             |                          |                          |                       | 1 | Knicks de New York    | 3                   |                     |  |  |             |                    |             |
|  |                          |                          | 3                        | Celtics de Boston     | 1 |                       |                     |                     |  |  |             |                    |             |
|  | 3                        | Celtics de Boston        | 3                        | Celtics de Boston     | 1 | 2                     |                     |                     |  |  |             |                    |             |
|  | 3                        | Celtics de Boston        |                          |                       |   | 2                     |                     |                     |  |  |             |                    |             |
|  | 2                        | Nationals de Syracuse    | 0                        |                       |   |                       |                     |                     |  |  |             |                    |             |
|  |                          |                          |                          |                       |   |                       |                     |                     |  |  | E1          | Knicks de New York | 1           |
|  |                          |                          | O1                       | Lakers de Minneapolis | 4 |                       |                     |                     |  |  |             |                    |             |
|  | 1                        | Lakers de Minneapolis    | 2                        |                       |   |                       |                     |                     |  |  |             |                    |             |
|  | 4                        | Olympians d'Indianapolis | 0                        |                       |   |                       |                     |                     |  |  |             |                    |             |
|  | 4                        | Olympians d'Indianapolis | 0                        |                       | 1 | Lakers de Minneapolis | 3                   |                     |  |  |             |                    |             |
|  | Division Ouest           |                          |                          |                       | 1 | Lakers de Minneapolis | 3                   |                     |  |  |             |                    |             |
|  |                          |                          | 3                        | Pistons de Fort Wayne | 2 |                       |                     |                     |  |  |             |                    |             |
|  | 3                        | Pistons de Fort Wayne    | 3                        | Pistons de Fort Wayne | 2 | 2                     |                     |                     |  |  |             |                    |             |
|  | 3                        | Pistons de Fort Wayne    |                          |                       |   | 2                     |                     |                     |  |  |             |                    |             |
|  | 2                        | Royals de Rochester      | 1                        |                       |   |                       |                     |                     |  |  |             |                    |             |

## Scores

### Demi-finales de Division

#### Division Est
- Knicks de New York - Bullets de Baltimore 2-0
  - 17 mars : Baltimore @ New York 62-80
  - 20 mars : New York @ Baltimore 90-81

- Celtics de Boston - Nationals de Syracuse 2-0
  - 19 mars : Boston @ Syracuse 87-81
  - 21 mars : Syracuse @ Boston 105-111 (après quatre prolongations)

#### Division Ouest
- Lakers de Minneapolis - Olympians d'Indianapolis 2-0
  - 22 mars : Indianapolis @ Minneapolis 69-85
  - 23 mars : Minneapolis @ Indianapolis 81-79

- Pistons de Fort Wayne - Royals de Rochester 2-1
  - 20 mars : Fort Wayne @ Rochester 84-77
  - 22 mars : Rochester @ Fort Wayne 83-71
  - 24 mars : Fort Wayne @ Rochester 67-65

### Finales de Division

#### Division Est
- Knicks de New York - Celtics de Boston 3-1
  - 25 mars : Boston @ New York 91-95
  - 26 mars : New York @ Boston 70-86
  - 28 mars : Boston @ New York 82-101
  - 29 mars : New York @ Boston 82-75

#### Division Ouest
- Lakers de Minneapolis - Pistons de Fort Wayne 3-2
  - 26 mars : Fort Wayne @ Minneapolis 73-83
  - 28 mars : Fort Wayne @ Minneapolis 75-82
  - 30 mars : Minneapolis @ Fort Wayne 95-98
  - 1er avril : Minneapolis @ Fort Wayne 82-85
  - 2 avril : Fort Wayne @ Minneapolis 58-74

### Finales NBA
- Lakers de Minnéapolis - Knicks de New York 4-1
  - 4 avril : New York @ Minneapolis 96-88
  - 5 avril : New York @ Minneapolis 71-73
  - 7 avril : Minneapolis @ New York 90-75
  - 8 avril : Minneapolis @ New York 71-69
  - 10 avril : Minneapolis @ New York 91-84